# BLACK CAT/黒い女豹
『BLACK CAT/黒い女豹』（繁体字: 黑貓; 拼音: Hēi māo）は、スティーブン・シンが製作と監督を担当した1991年公開の香港のアクション映画。

## 解説
本作の主役にはジェイド・リョンが起用され、米国地方都市の郊外で誤ってトラック運転手を殺してしまったキャサリン役を演じている。裁判所からの逃亡を図るも、捕らえられた彼女は、その凄まじいほどの闘争心がCIAの目に留まったことで、脳内に「ブラックキャット」チップを挿入され、アメリカCIAの完全な支配下に置かれることになる。そして、CIAは彼女をCIA工作員に仕立て上げ、エリカとしての身分を与える。
スティーブン・シン監督は当初、リュック・ベッソンが監督した映画『ニキータ』の正当なリメイクを望んでいたが、ディズニーがアメリカでのリメイク権を購入したため、実現できなかった。批評家たちはこの映画を『ニキータ』と比較し、否定的な評価をした。ジェイド・リョンは本作のキャサリン役で第11回香港電影金像奨の最優秀新人賞を受賞した。
1992年には『レディ・ソルジャー/エリツィン暗殺指令』という続編が公開された。
日本では、『Black Cat/黒猫』というタイトルでDVDが発売されたことがある。

## キャスト
- キャサリン / エリカ - ジェイド・リョン（英語版）

頭の中に潜在能力を引き出すマイクロ・チップを埋め込まれ、特殊訓練を受けた、CIAの暗殺者。コードネームは“ブラックキャット”。
- アレン - サイモン・ヤム

キャサリンの上司

## 製作

### 企画開発
スティーブン・シン監督は当初、リュック・ベッソン監督の映画『ニキータ』をそのままリメイクするつもりだったが、アメリカでのリメイクの権利がディズニーに買われてしまったため、結局、中止した。

### キャスティング
主役のキャサリン役には、当時、無名のモデルであったジェイド・リョンが起用された。

### 撮影
本作は香港や日本、カナダでロケが行われた。

## 公開
本作は1991年8月17日に香港で公開された。本作の総興行収入は11,088,210香港ドルであった。

## 続編
本作は、1992年に『Black Cat 2: The Assassination of President Yeltsin（邦題：レディ・ソルジャー/エリツィン暗殺指令）』というタイトルで続編が製作された。

## 評価
ジェイド・リョンは、本作で第11回香港電影金像奨の最優秀新人賞を受賞した。

### 批評家の反応
ニューヨーク・タイムズ紙のStephen Holdenは、ジェイド・リョンが高層ビルのクレーンを降りて、スピード違反の車に鉄棒を落とすというアクションシーンを高く評価した。Holdenはさらに、この映画における恋愛要素を「映画の最も弱い要素」と評し、Thomas Lamが演じたキャラクターが「キャサリンのような精力的な女性の魅力的なパートナーになるには、あまりにも淡白で受動的なキャラクターだ」と述べている。バラエティ誌のDerek Elleyは、この映画を「薄い脚本」の作品だと言及する一方で、主役のジェイドに対しては「傷だらけになるほどの激しいオープニングリールでは素晴らしい」と評した。ロサンゼルス・タイムズ紙は、この映画について「本質的には定番の内容で、まるですでに第3弾が製作されているシリーズ物における、あまりにも明白なキックオフ作品」と、複雑な評価を下している。Allroviは、この映画を「リュック・ベッソン監督の『ニキータ』の模倣」と評して、5点満点中2点の星をつけた。